# Lagotis decumbens
Lagotis decumbens är en grobladsväxtart som beskrevs av Franz Josef Ivanovich Ruprecht. Lagotis decumbens ingår i släktet Lagotis och familjen grobladsväxter. Inga underarter finns listade i Catalogue of Life.